# Petalumaria californica
Petalumaria californica är en fjärilsart som beskrevs av John S. Buckett och Bauer. Petalumaria californica ingår i släktet Petalumaria och familjen nattflyn. Inga underarter finns listade i Catalogue of Life.